# Krugau

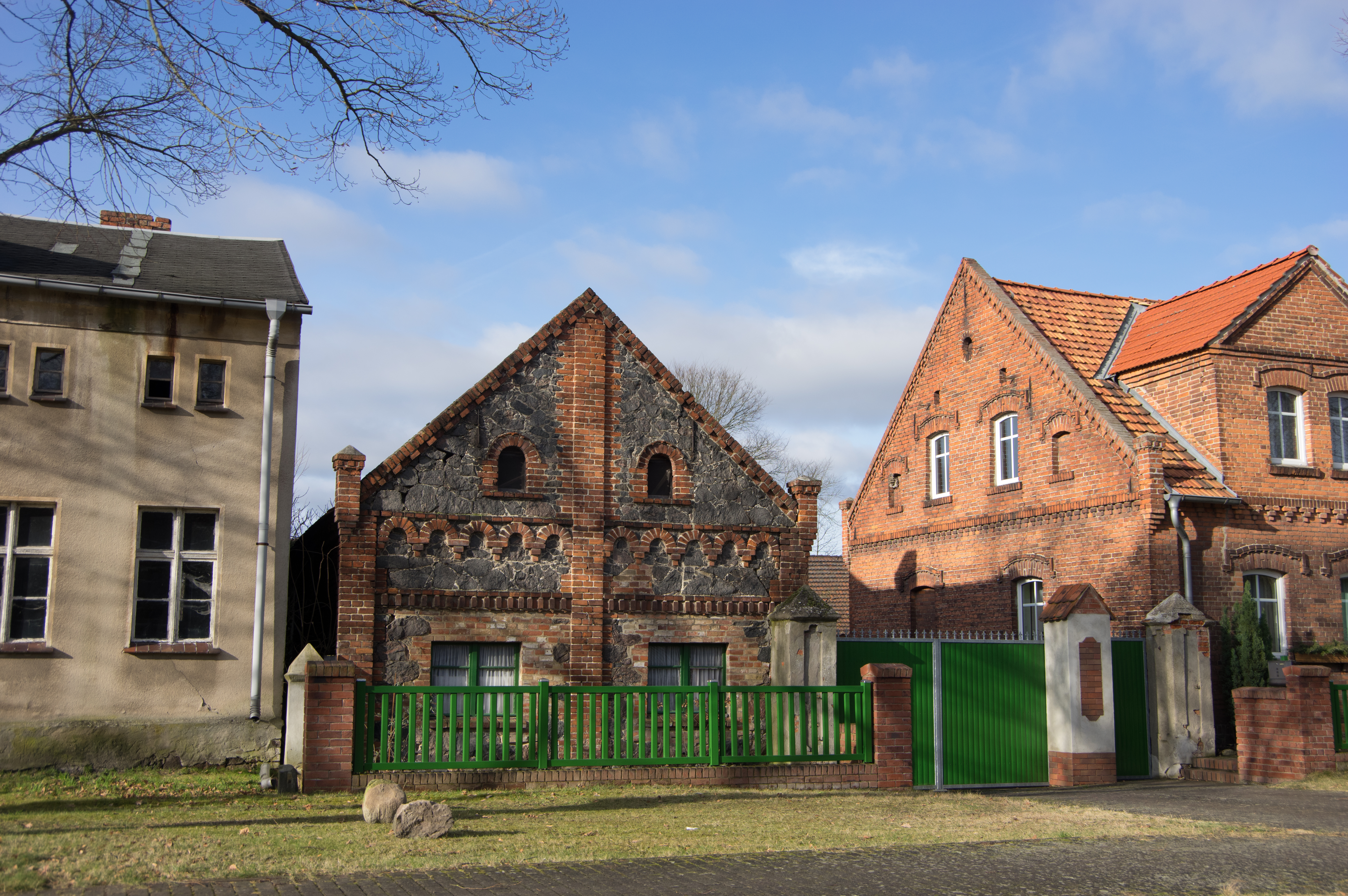
Ehemaliges Wirtschaftsgebäude in Krugau

Krugau (niedersorbisch Dubrawa) ist ein Ortsteil der Gemeinde Märkische Heide im Landkreis Dahme-Spreewald in Brandenburg.

## Lage und Erreichbarkeit
Krugau liegt etwa zwölf Kilometer nordöstlich von Lübben an der Landesstraße 443 und sechs Kilometer östlich von Schlepzig.
Der etwa 250 km lange Gurken-Radweg verläuft direkt durch Krugau, vorbei am Krugauer See, der Feldsteinkirche sowie der Spreewald-Kaserne.
Am Ortsrand befindet sich der ehemalige Bahnhof Krugau, der Niederlausitzer Eisenbahn. Die Strecke ist heute von Lübben bis zum Hochmoor im Krugauer Forst aktiv, wird jedoch nicht mehr bedient.
Direkt südlich befindet sich der sagenumwobene 60 Meter (110 m über NN) hohe Marienberg. Auf diesem befanden sich neben einem Mönchsfriedhof, auch eine Marienquelle und eine Kapelle auf der Bergspitze. Darüber hinaus sollen Mönche den Marienberg zum Weinanbau genutzt haben.

## Geschichte
Krugau wurde gegen Ende des 14. Jahrhunderts erstmals urkundlich als Cruge erwähnt.

## Kultur und Sehenswürdigkeiten
- Die Dorfkirche Krugau ist eine Feldsteinkirche aus dem 15. Jahrhundert. Im Innern steht unter anderem ein Kanzelaltar aus dem Anfang des 18. Jahrhunderts.
- Auf dem Kirchhof befindet sich ein 1946 errichtetes sowjetisches Ehrenmal für 42 Zwangsarbeiter.

In der Liste der Baudenkmale in Märkische Heide sind für Krugau zwei Baudenkmale aufgeführt.

## Militär
Im Ortsteil liegt die Spreewald-Kaserne der Bundeswehr mit dem Sanitätsmateriallager Krugau.